# Junkers Ju 290
Le Junkers Ju 290 était un avion allemand en service pendant la Seconde Guerre mondiale, version améliorée du Junkers Ju 90. Il fut décliné en plusieurs versions de transport et de reconnaissance maritime (A-1 et A-6 de transport ; A-2, A-3, A-4, A-5, A-7, A-8 de reconnaissance maritime).

## Développement
L'avion fut mis en service en décembre 1942. Les cinq premiers exemplaires furent des avions de transport et ravitaillèrent la poche de Stalingrad. Tous les autres appareils furent des patrouilleurs maritimes.
La production en série s'effectua dans l’usine Letov de Prague. 
Après la version A-1 de transport, vint la  version A-2 de patrouille maritime, dotée d'un radar. Les versions A-3, A-4 et A-5 suivantes se distinguaient essentiellement par leur armement.

## Carrière opérationnelle

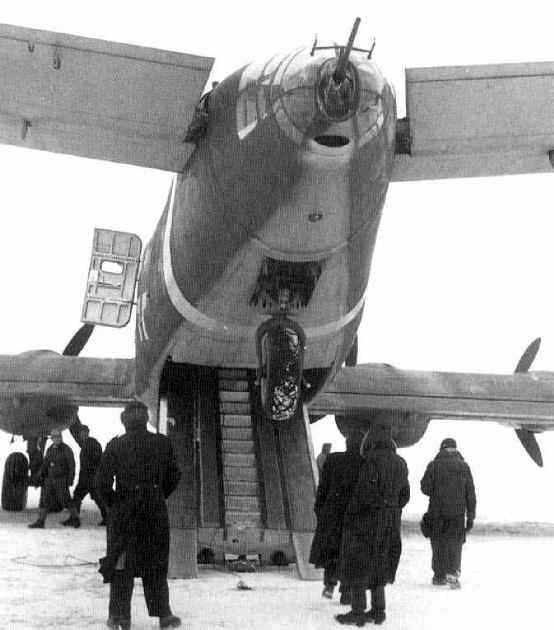
Vue de la rampe arrière.

Lors de l’hiver 1941-1942 la Wehrmacht dut faire face à une offensive générale  de l’Armée rouge. Le ravitaillement des troupes allemandes, très avancées en Russie et par conséquent loin de leurs bases arrière, ne pouvait se faire efficacement par voies terrestres, à cause du climat et des distances à parcourir. La Luftwaffe utilisa donc  massivement sa flotte d'avions de transport, d’autant plus que certaines unités combattantes étaient encerclées, comme à Demiansk.
En plus de ses avions de transport militaires, elle  engagea aussi des quadrimoteurs Junkers Ju 90 civils. Ils furent encore utilisés en hiver 1942-1943 (et photographiés lors du pont aérien de Stalingrad).
Par ailleurs, le besoin d’un patrouilleur maritime à long rayon d’action se faisait de plus en plus sentir à l’Ouest pour repérer les convois alliés en Atlantique. Le Ju 290 A-2 équipé du radar FuG 200 Hohentwiel, doté d’un rayon d’action de plus de 5 000 km pour une autonomie de 20 heures, vint donc épauler les Fw 200 Condor. La dernière version produite, l'A-5, différait des précédentes par la présence de réservoirs auto-obturants et d’une meilleure protection de l’équipage. Elle pouvait emporter des missiles anti-navires Henschel Hs 293, déjà employés notamment à partir des Heinkel He 177 Greif. Plusieurs appareils équipaient le Fernaufklärungsgruppe 5 qui opérait depuis la base de Mont-de-Marsan.

## Unité spéciale
Parmi d'autres modèles (dont des B-17 et Liberator alliés récupérés en bon état), un certain nombre de Ju 290-A7 ont été utilisés par le KG 200, unité spéciale de la Luftwaffe rattachée directement à l'OKW et chargée de missions spéciales impliquant de longs trajets telles que la reconnaissance à longue distance, le parachutage et la dépose d'agents en territoire ennemi (désert de Libye, Irak, Irlande du nord, France après la Libération...) ainsi que diverses missions commandées par le RSHA et la SS.

## Missions spéciales au Japon
Diverses solutions avaient été étudiées pour tenter d'établir des liaisons aériennes entre le Reich allemand et le Japon. Le Generalleutnant Kurt Dittmar rapporte par exemple un raid en avril 1944, peu avant la prise de la ville par les Soviétiques, qui aurait eu lieu depuis Odessa à destination de la Mandchourie occupée par les japonais. Un Ju 290 effectua l'aller-retour Odessa-Mukden, délivrant plusieurs tonnes d'équipements d'optique et revenant avec une cargaison de métaux rares.
Trois Ju 290 A-7 furent spécifiquement conçus pour pouvoir emporter une éventuelle bombe atomique. Ils étaient en fait destinés à l’armée de l’air japonaise car le Japon menait des recherches afin de fabriquer une bombe atomique[réf. nécessaire] et avait besoin d’un bombardier à long rayon d’action pour la larguer sur les États-Unis. À contrario  l’Allemagne ayant arrêté ses recherches sur une arme nucléaire en 1943 n’avait donc pas besoin d’un tel appareil (voir projets  Amerika Bomber et Ju 390). Finalement et pour diverses raisons, ces bombardiers ne purent être convoyés en Asie.

## Avion pour Hitler
Un Ju 290 A-6 fut destiné à l’usage personnel d'Adolf Hitler. Équipé d’une cabine pressurisée et de 50 sièges, il était rattaché à la 1/KG 200 basée à Finsterwalde.
Les pilotes personnels de Hitler étaient le capitaine Hans Baur et le lieutenant Otto Betz. Le premier publia ses mémoires sous le titre J'ai été pilote de Hitler. Hitler  utilisa un Ju 52 spécial de sa campagne présidentielle jusqu'au début de la guerre, puis un Fw 200 Condor. Il semble donc qu'il n'a pas utilisé son Ju 290.